# Tsingy rouge
Pour les articles homonymes, voir Tsingy.

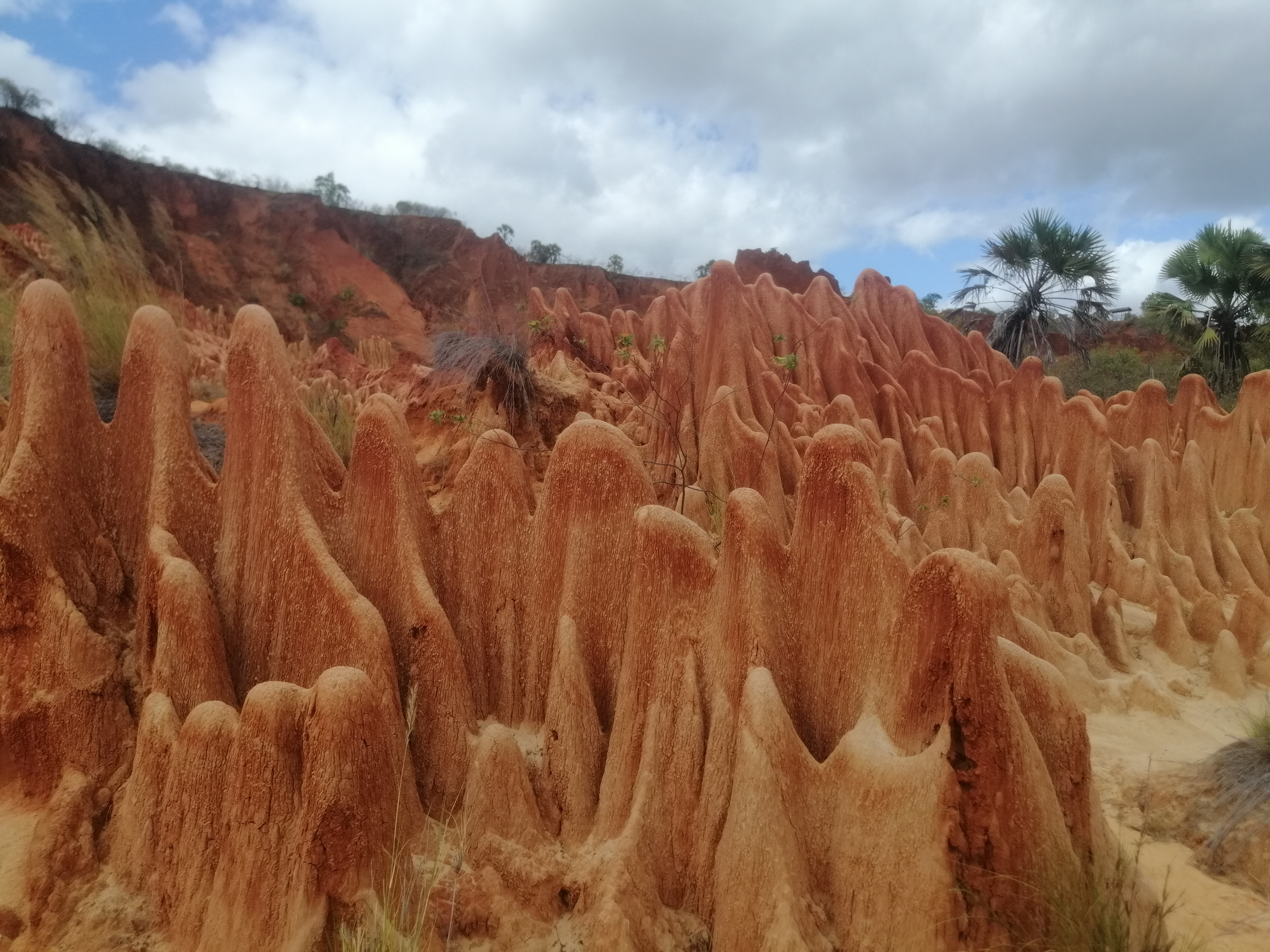
Tsingy rouge

Le tsingy rouge est un type de formation rocheuse constituée de latérite rouge qui se trouve dans le district d'Antsiranana II de la province d'Antsiranana, à Madagascar.

## Étymologie
En malgache, tsingy signifie « aiguille ».  

## Localisation
Le tsingy rouge est un site touristique de la partie nord de Madagascar. Il se trouve à l'entrée du parc d'Analamerana, à environ 60 km au sud d'Antsiranana sur le plateau de Sahafary, près de la ville de Sadjoavato. L'accès est depuis la route RN6, à Saharenana.
Il a une superficie de 182 ha.

## Géologie

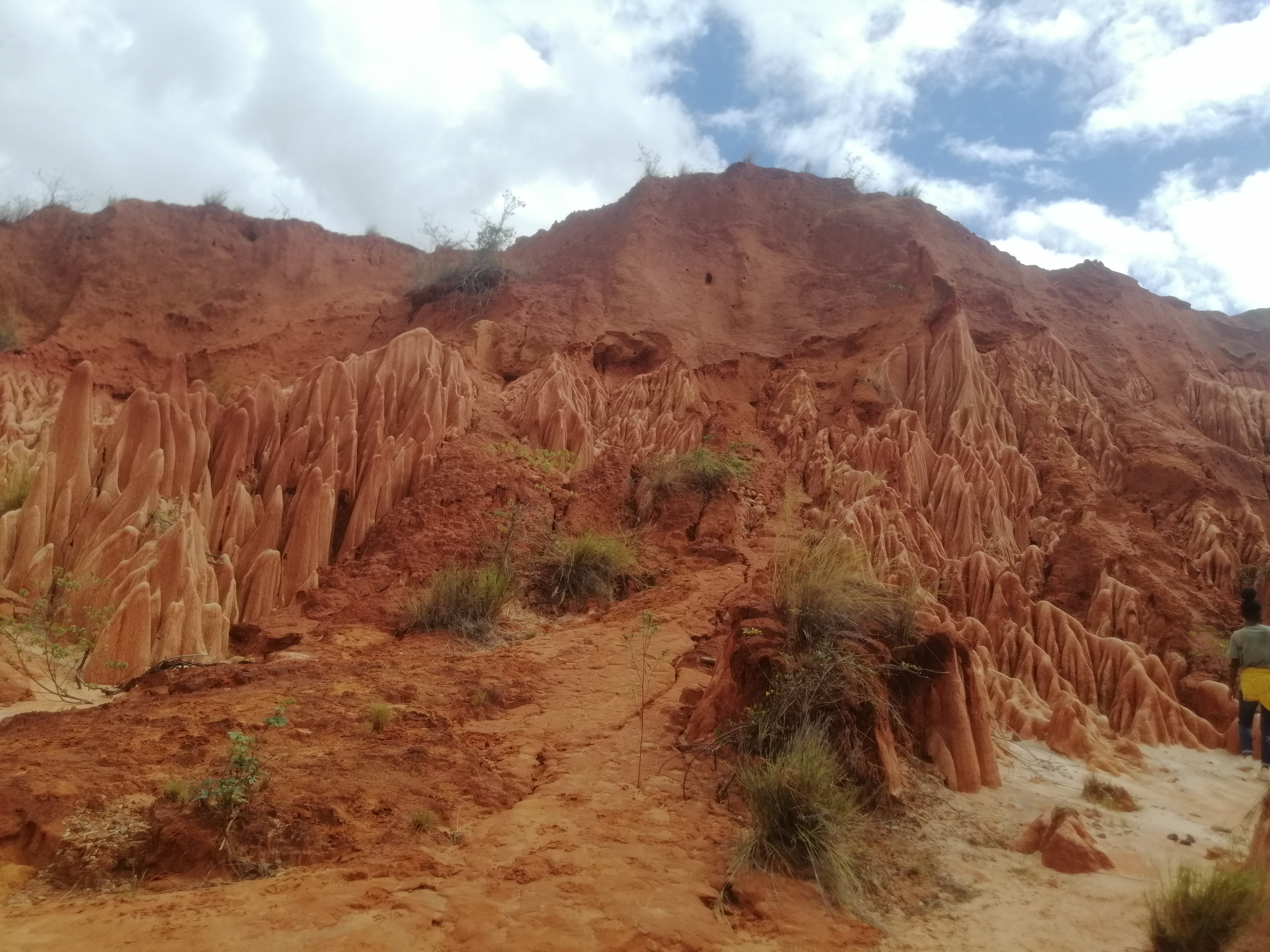
Tsingy rouge à Irodo.

Le tsingy rouge est formé par l'érosion due au fleuve Irodo. Il est constitué de la succession de couches de latérite, de grès, calcaire et de marnes, roches sensibles à l'altération par l'eau qui leur donne des couleurs d'ocre rouge, blanc et rose.

## Galerie

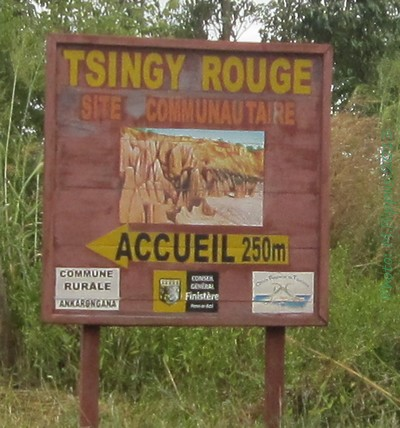
Tsingy Rouge-Ankarangona